# Mario Fafangel (zdravnik)
Mario Fafangel (IPA: [fa'fændʒel] ali IPA: [fafæn'gel]), slovenski epidemiolog, * 1980.
Mario Fafangel je medicino študiral na tržaški univerzi, nato je bil zaposlen v ljubljanskem UKC in izolski bolnišnici, kasneje v novogoriški enoti Nacionalnega inštituta za javno zdravje (NIJZ). Leta 2020 je postal predstojnik Centra za nalezljive bolezni pri NIJZ. Širša javnost ga je spoznala v času epidemije covida-19, ko je bil član vladne strokovne skupine za covid-19, iz katere pa je kasneje izstopil.
Uredništvo in bralci časopisa Delo so ga izbrali za Delovo osebnost leta 2020.
Junija 2022 ga je vlada Roberta Goloba imenovala za vodjo novoustanovljene skupine za COVID-19.